# Pharaphodius paratschakai
Pharaphodius paratschakai är en skalbaggsart som beskrevs av Clement 1985. Pharaphodius paratschakai ingår i släktet Pharaphodius och familjen Aphodiidae. Inga underarter finns listade i Catalogue of Life.